# Prieuré de Marienthal
Le prieuré de Marienthal, situé à Haguenau, est le plus ancien sanctuaire dédié à la Vierge Marie en Alsace.

## Historique

### Fondation du prieuré
Le prieuré de Marienthal est fondé vers 1240 par Albert de Haguenau. Celui-ci se retire sur les terres de sa mère au bord d’un ruisseau, le Rothbach. Son rayonnement est tel qu’il attire des disciples, des moines-ermites qui adoptent la Règle de saint Guillaume. On les appelle les « guillelmites ». Ils bâtissent un couvent et une chapelle en l’honneur de la Vierge Marie. Dès cette date, une statue de la Vierge y est vénérée. En 1257, les terres sont officiellement cédées à Albert par sa famille et reçoivent le nom de « Marienthal », le val de Marie.

### Développement du pèlerinage
Au début du XVe siècle, le pèlerinage connaît une première floraison. Les fidèles des environs s’y rendent en procession. Notre-Dame y opère de nombreux miracles : des possédés sont délivrés, des malades sont guéris.
Dès 1617, l’évêque de Strasbourg confie le sanctuaire aux Pères de la Compagnie de Jésus ou « jésuites ». Pendant 148 ans, sous leur impulsion, le pèlerinage connaît un grand essor. Il bénéficie aussi de la générosité de Marie Leszczynska, l’épouse de Louis XV. La Reine, en effet, est toujours restée très attachée à ce lieu marial.

### Érection de la basilique
C'est en 1892 que le pape Léon XIII érige l'église en basilique mineure.

### Actualité
De nos jours, le pèlerinage est animé par des prêtres diocésains et une communauté de Bénédictines du Sacré-Cœur de Montmartre. Toute l’année, il est possible de faire un pèlerinage, une retraite spirituelle, d’approfondir sa foi, seul, en groupe, en famille, etc. Plusieurs chambres, un réfectoire et des salles de réunion sont proposés pour l'hébergement des pèlerins. 
Après 53 ans de présence au profit des pèlerins et, des paroissiens, les six bénédictines quittent, en janvier 2024, la basilique. Elles sont, pour l'instant remplacées par des salariés pour l'hôtellerie ou des bénévoles

## Implantation géographique
Le prieuré est situé sur la rive gauche du Rhin, à quelques kilomètres au nord de Strasbourg, entre Haguenau et Baden-Baden. Dans la forêt « sainte » de Haguenau (ainsi dénommée à cause de son ancienne couronne de monastères), il offre aux pèlerins un climat de paix et de réconciliation.

## Mission
Marienthal est un espace de foi et de réconciliation offert à tous pour découvrir Jésus-Christ. Les pères et les bénédictines du Sacré-Cœur de Montmartre accueillent les pèlerins, proposent des animations spirituelles et veillent à la gestion matérielle des lieux.